# 波贝
波別（Poipet），又译为波比，是柬埔寨西北部班迭棉吉省最西面的一個邊陲小鎮，位於柬埔寨與泰國邊境。
波別與泰國沙繳府的小城鎮阿蘭雅連成一體。泰国亚兰口岸可以为来自包括中国大陆和台湾等地在内的游客办理落地签证。
波別是一個新興城鎮，因邊境貿易而出現，此前詩梳風一直是班迭棉吉省的中心。根據1998年人口普查，波別共有43,466人；至2008年人口普查時共有89,549人，在柬埔寨各城市人口中排名第四，其規模比省會詩梳風還要大。

## 交通
波別是柬埔寨鐵路系統的終點，與暹粒有鐵路相連，但是在民主柬埔寨時代鐵路這條就停止使用了，在上一個世紀曠日持久的內戰令這條鐵路完全荒廢。
2006年，柬埔寨政府計劃建造一條鐵路連接波別與其最近的城市詩梳風。2008年，由一家澳洲公司承建這個工程。2009年，泰國同意將其在阿蘭雅的鐵路延伸至波別。2018年通車。

## 商業
巴別的博彩業和酒店行業很知名。因泰國沒有合法的博弈產業，因此有不少賭客會到柬埔寨、緬甸、寮國等鄰近地區過境來合法賭博。

## 华人组织
- 柬埔寨波比市柬华理事会